# トロードス地方の壁画聖堂群
トロードス地方の壁画聖堂群は、キプロスの世界遺産の一つである。トロードス山脈に残るギリシャ正教の9ないし11（後述）の聖堂と1つの修道院が対象となっている。いずれの聖堂・修道院も、ビザンティン様式の美しいフレスコ画が残っていることが評価されたものである。聖堂内部を埋め尽くすかのように、壁や天井に描かれたそれらの壁画は、コムネノス朝時代からビザンティン帝国滅亡後に至るまで、長い期間に蓄積されてきたものである。
登録対象はトロードス山脈に点在し、地方行政区分上はパフォス地区、ニコシア地区、リマーソル地区にまたがっている。

## 登録対象
屋根の聖ニコラオス聖堂（Church of Ayios Nikolaos (St. Nicholas) tis Steyis, 世界遺産登録 ID351-001）
カコペトゥリア（Kakopetria）の近郊にある聖堂で、もとは11世紀に建てられたものである。名称に「屋根」とついているのは、12世紀に付け加えられた玄関廊の切り妻屋根が印象的であることによる。この聖堂に残る主なフレスコ画は以下の通りである。
- セパステの40人の殉教者
- 最後の審判
- 正教会の十二大祭を描いたものの一部（主の顕栄、ラザリの蘇生など）

蝋燭の聖イオアン修道院（Ayios Ionannis (St. John) Lambadhistis Monastery, ID351-002）
カロパナヨティス村（Kalopanayiotis）にある修道院で、フレスコ画の残る3つの付属聖堂を持っている。一番南に位置しているのが聖イラクリディオス聖堂で、以下のフレスコ画がある。
- 13世紀前半の東洋的な影響が読み取れるもの。
- 14世紀の後期ビザンティン様式に属する『新約聖書』に題材を採った30の場面。

一番北にあるのがラテン式聖堂で、アカティストゥス讃歌第24節を描いた1500年頃のフレスコ画がある。それらの間にあるのが聖イオアニス・ランパディスティス聖堂であるが、同時期のフレスコ画は残っておらず、現存しているのは18世紀に復元されたものだけである。
アシィヌの生神女聖堂（Church of Panayia (The Virgin) Phorviotissa (Asinou), ID351-003）
ニキタリ村（Nikitart）に残る聖堂で、12世紀以降に描かれた様々なフレスコ画群が残っており、そのモチーフはイエス、生神女マリア、聖人、預言者など多彩で、新約聖書からとられた場面も多く描かれている。
豆の生神女聖堂（パナギア・トゥ・アラコス聖堂、Church of Panayia (The Virgin) tou Arakou, ID351-004）
ラグデラ村（Lagoudhera）にある木造聖堂で、1192年に描かれた聖母子像などのフレスコ画が残っている。
ムトゥラの生神女聖堂（Church of Panayia (The Virgin), ID351-005）
ムトゥラス村（Moutoullas）に残る聖堂で、1280年にムトゥラ夫妻が寄進した。キプロスで最古の聖堂と考えられている。主な壁画は以下の2種類である。
- 十二大祭の一部
- 最後の審判

大天使ミハイル聖堂（Church of Archangelos Michael (Archangel Michael), ID351-006）
ペドゥラス村（Pedhoulas）にある聖堂で、ビザンティン帝国滅亡後にあたる1474年に描かれた壁画が残っている。

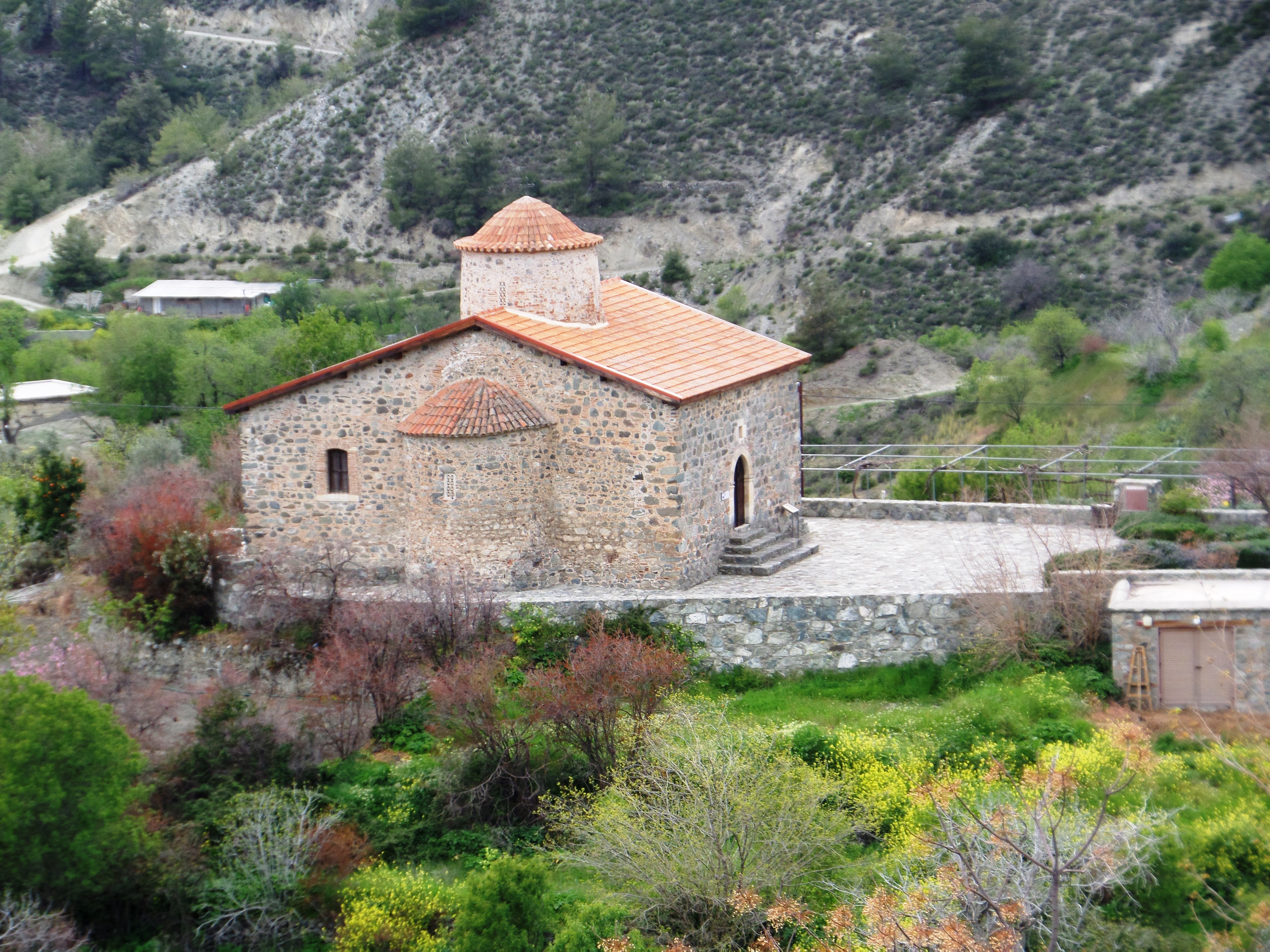
ペレンドリ村の聖十字架聖堂

聖十字架聖堂（Church of Timios Stavros (Holy Cross), ID351-007）
ペレンドリ村（Pelendria）に残る聖堂で、かつてキプロス王家のジャン（Jean）のものだった。
足の生神女聖堂（Church of Panayia (The Virgin) Podhithou）
ガラタ村（Galata）に残る、1502年に建造された旧修道院付属聖堂である。
聖水の十字架聖堂（Church of Stavros (Holy Cross) Ayiasmati, ID351-009）
プラタニスタサ（Platanistasa）の近郊にある聖堂で、アルハンゲロス・ミハイル聖堂と同じくビザンティン帝国滅亡後の1494年に描かれた以下のフレスコ画などが残っている。
- 主の迎接
- 主の洗礼
- ラザリの蘇生

救世主顕栄聖堂（Church of Ayia Sotira (of the Transfiguration of the Savior) tou Soteros, ID351-010）
Palaichori に残る聖堂で、2001年に拡大登録された。急勾配の木造屋根を持つ独特の形状と、16世紀後半のビザンティン帝国滅亡後の壁画群が評価された。
聖ソゾメノス聖堂（Church of Agios Sozomenos, ID351-011）
ガラタ村にある聖堂で、1513年の壁画が残っている。2006年に拡大登録を申請したときには、審議前に取り下げられている（後述）。2008年12月時点で、世界遺産センターによる登録物件内訳に含まれているが、登録年も面積も記されていない。暫定リストにも掲載されたままである。
聖ママス聖堂（Church of Agios Mamas, ID351-012）
Louvaras に残る聖堂で、1495年に描かれた壁画が残っている。2006年に拡大登録を申請したときには、審議前に取り下げられている（後述）。2008年12月時点で、世界遺産センターによる登録物件内訳に含まれているが、登録年も面積も記されていない。暫定リストにも掲載されたままである。

## 登録経緯
1985年に8つの聖堂と1つの修道院を対象として、世界遺産に登録された。2001年にはさらに救世主顕栄聖堂が拡大登録された。ただし、この物件の拡大申請については、2000年にICOMOSが他のトロードス地方の壁画を持つ聖堂を更に拡大登録しうる可能性を視野に入れて、登録延期を勧告し、ビューロー会議は情報照会を勧告していた。
キプロスはさらに世界遺産の暫定リストに3つの聖堂をエントリーしているが、そのうち2つ、聖ソゾメノス聖堂と聖ママス聖堂の拡大登録は、2006年に一度申請したものの、審議前に取り下げている。

## 登録基準
この世界遺産は世界遺産登録基準のうち、以下の条件を満たし、登録された（以下の基準は世界遺産センター公表の登録基準からの翻訳、引用である）。
- (2) ある期間を通じてまたはある文化圏において、建築、技術、記念碑的芸術、都市計画、景観デザインの発展に関し、人類の価値の重要な交流を示すもの。
- (3) 現存するまたは消滅した文化的伝統または文明の、唯一のまたは少なくとも稀な証拠。
- (4) 人類の歴史上重要な時代を例証する建築様式、建築物群、技術の集積または景観の優れた例。